# Апостериори
Апостериори је атрибут који се користи за закључивање или прихватање неког становишта (става, мишљења) на основу претпоставки које су искуствено доживљене и емпиријски проверене.